# Липтовски-Микулаш (район)
Район Липтовски-Микулаш (словац. Okres Liptovský Mikuláš) — район Словакии. Находится в Жилинском крае.

## Население
| Год:        | 1994   | 2004    | 2014    | 2024    |
| ----------- | ------ | ------- | ------- | ------- |
| Broj ljudi: | 74 566 | 73 549  | 72 513  | 71 186  |
| Разница:    |        | −1,36 % | −1,40 % | −1,83 % |

### Статистические данные (2001)
Национальный состав:
- Словаки — 95,4 %
- Цыгане — 2,0 %
- Чехи — 1,4 %

Конфессиональный состав:
- Лютеране — 37,0 %
- Католики — 38,8 %
- Свидетели Иеговы — 0,6 %
- Греко-католики — 0,5 %